# Sông Đá Vàng
Sông Đá Vàng (tên khác: Sông Mun) là một con sông đổ ra Sông Cô. Sông có chiều dài 27 km và diện tích lưu vực là 123 km². Sông Đá Vàng chảy qua các tỉnh Bình Định, Phú Yên.